# Esthétisme
Pour les articles homonymes, voir Esthétique (homonymie).
L'esthétisme ((en) Aestheticism, Aesthetic movement) est un mouvement artistique et littéraire britannique qui émerge durant le dernier tiers du XIXe siècle (1860-1900), contemporain du symbolisme en France et en Belgique, et qui a été rapproché du décadentisme. La principale figure, sans doute la plus populaire, en est Oscar Wilde.
Ce mouvement met en avant l'esthétique des formes d'expressions artistiques, plutôt que les valeurs morales et sociales qui leur sont attachées. Le concept de « l'Art pour l'art » forgé entre autres par Théophile Gautier dès 1835, en résume les intentions.

## Histoire du mouvement

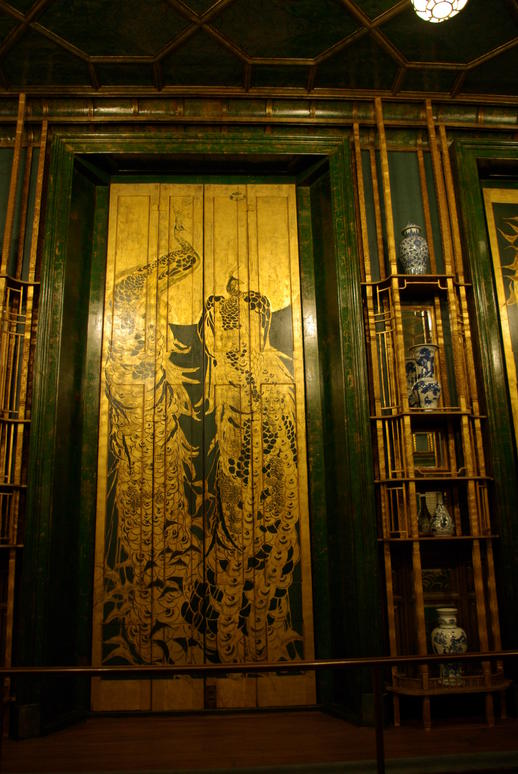
James Abbott McNeill Whistler et Edward William Godwin : The Peacock Room (1877), remontée à la Freer Gallery of Art, Washington : c'est une des réalisations de décoration intérieure s'inscrivant dans lAesthetic movement ou Esthétisme.

### Origines
Les origines de ce mouvement se trouvent dans le romantisme allemand, en particulier chez Schiller dans ses Lettres sur l'éducation esthétique de l'homme (1794), qui influenceront la bohème, un « état d'esprit » mêlé d'idéalisme qui gagne l'ensemble de l'Occident à partir des années 1830. C'est Thomas Carlyle qui fut le premier traducteur des écrits de Schiller en anglais entre 1825 et 1834 ; ce travail eut alors une influence déterminante sur une partie des intellectuels britanniques.
Dans les années 1850-1860, des personnalités comme John Ruskin, William Morris et Dante Gabriel Rossetti, s'interrogent face aux valeurs véhiculées par l'expansion commerciale et industrielle du Royaume-Uni qui s'accompagne d'une montée du matérialisme et du mercantilisme, et d'un rétrécissement moral évident. L'Époque victorienne accouche d'une forme de doute et de distanciation de la part de ces penseurs qui s'emploient à défier de telles valeurs dominantes, voire écrasantes.
L’esthétisme est donc à la fois intrinsèquement britannique – fondé sur un prolongement de l’art préraphaélite et le rejet d’une industrialisation qui a radicalement transformé les paysages et les modes de vie du Royaume-Uni au fil du XIXe siècle — et résolument européen, puisant ses sources dans la philosophie allemande et chez des écrivains français comme Baudelaire ou Gautier.

### Un mouvement paradoxalement moderne

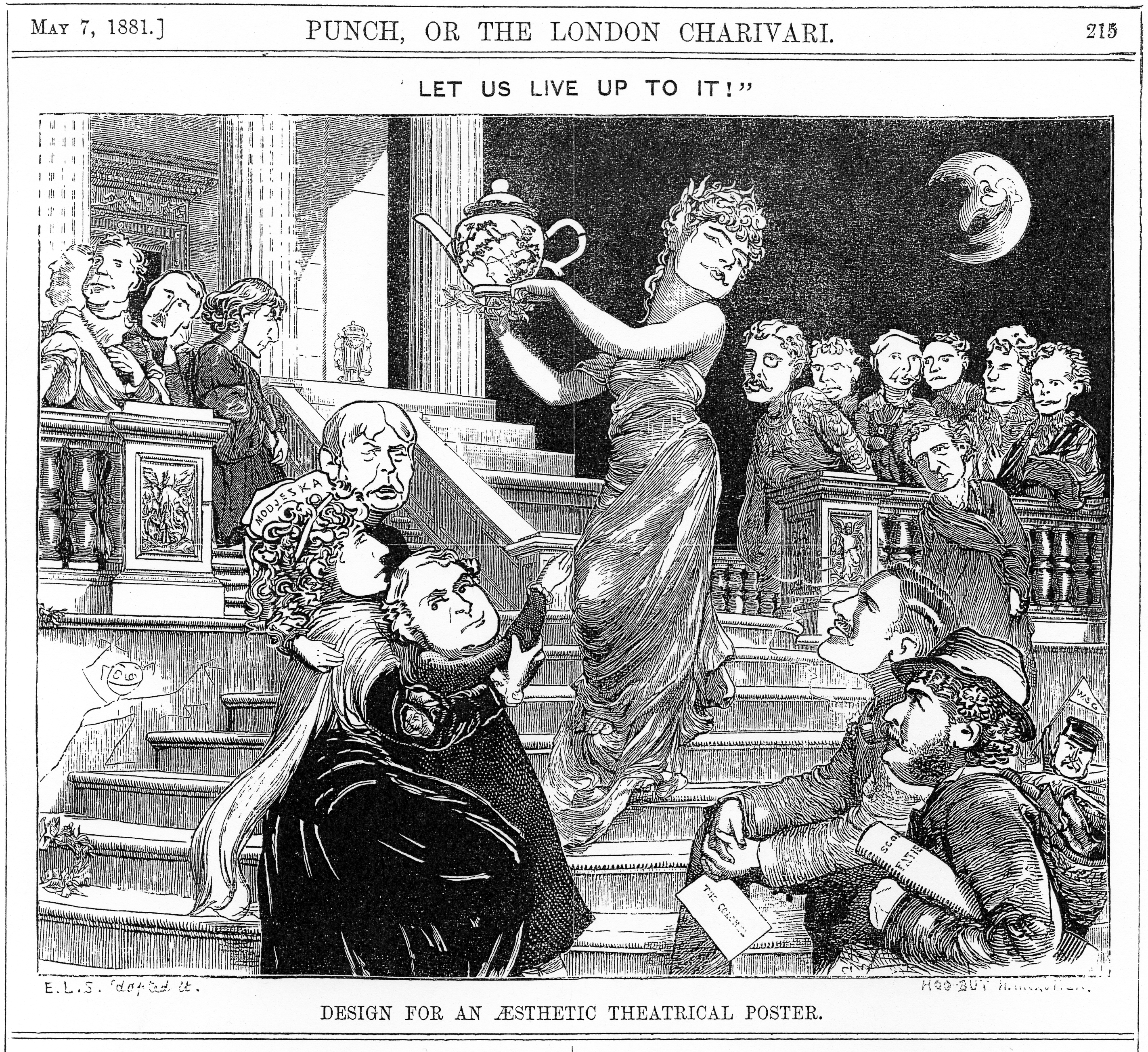
Dans Punch, le 7 mai 1881, une caricature qui charge les æsthetes dans la lignée de Patience.

Professeur à Oxford dans les années 1860, l'historien d'art Walter Pater forme de nombreux jeunes gens, les invitant « à vivre intensément à l'aune d'un idéal de Beauté » ; parmi ceux-ci on trouve Simeon Solomon et Algernon Swinburne. En 1873, avec son essai Studies in the History of the Renaissance, Pater réaffirme la primauté de l'art, et du plaisir qu'il procure, sur toute autre considération didactique ; ce texte déclenche alors de nombreuses polémiques. L'un des « disciples » de Pater n'est autre qu'Oscar Wilde. Dans les années 1880, Swinburne et Wilde se montrent ouverts aux premières manifestations des symbolistes. Le rôle de Stéphane Mallarmé entre autres traducteurs de Ruskin et qui connait Pater, et qui sert ici de lien entre les deux pays, est fondamental. Toutes les formes d'art au Royaume-Uni vont être touchées par ce mouvement. Les essais et poèmes des uns influencent les musiciens, les peintres, les décorateurs, quand ce n'est pas l'inverse. Le mouvement s'affirme dans les années 1880 au point que la presse s'en moque, y trouvant une forme de maniérisme. Gilbert et Sullivan produisent un opéra satirique Patience créé à Londres en 1881 au Savoy Theatre qui se moquent entre autres de l'esthétisme jugé à la fois prétentieux, hypocrite, simpliste et, au fond, réactionnaire.

### Influence et postérité

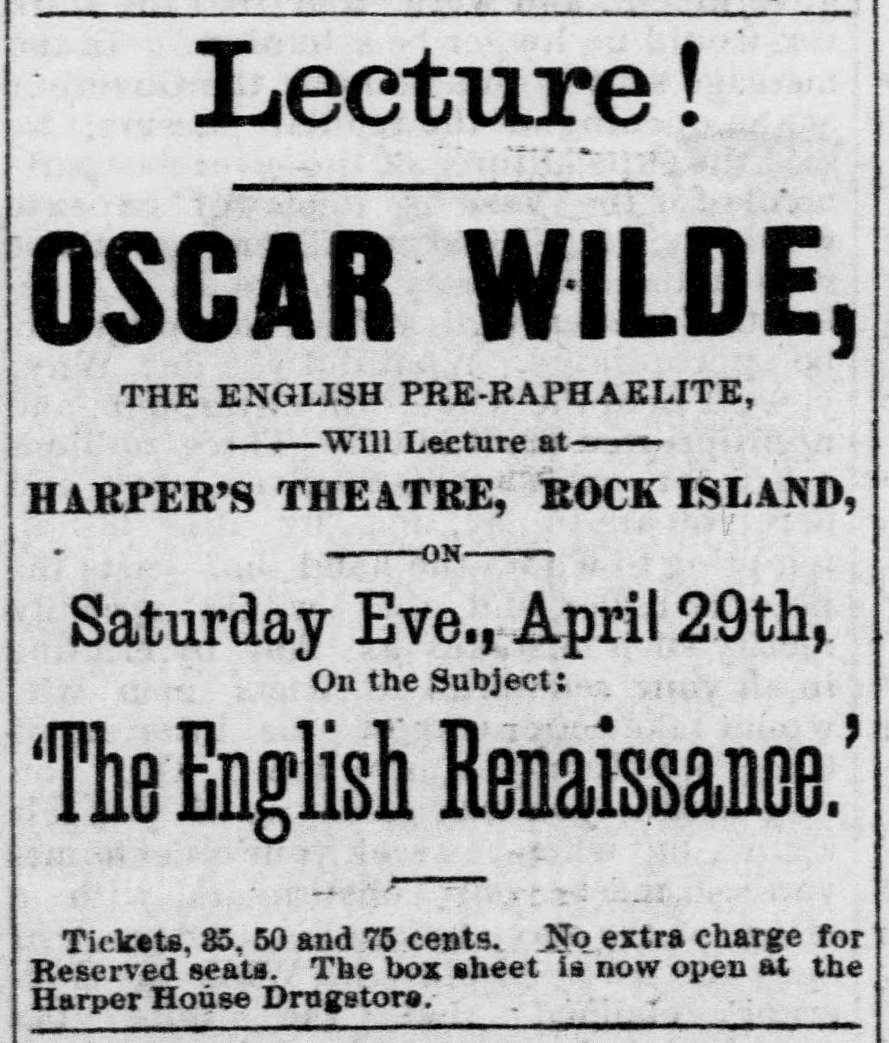
Affiche annonçant la tournée de conférences américaines d'Oscar Wilde (avril 1882).

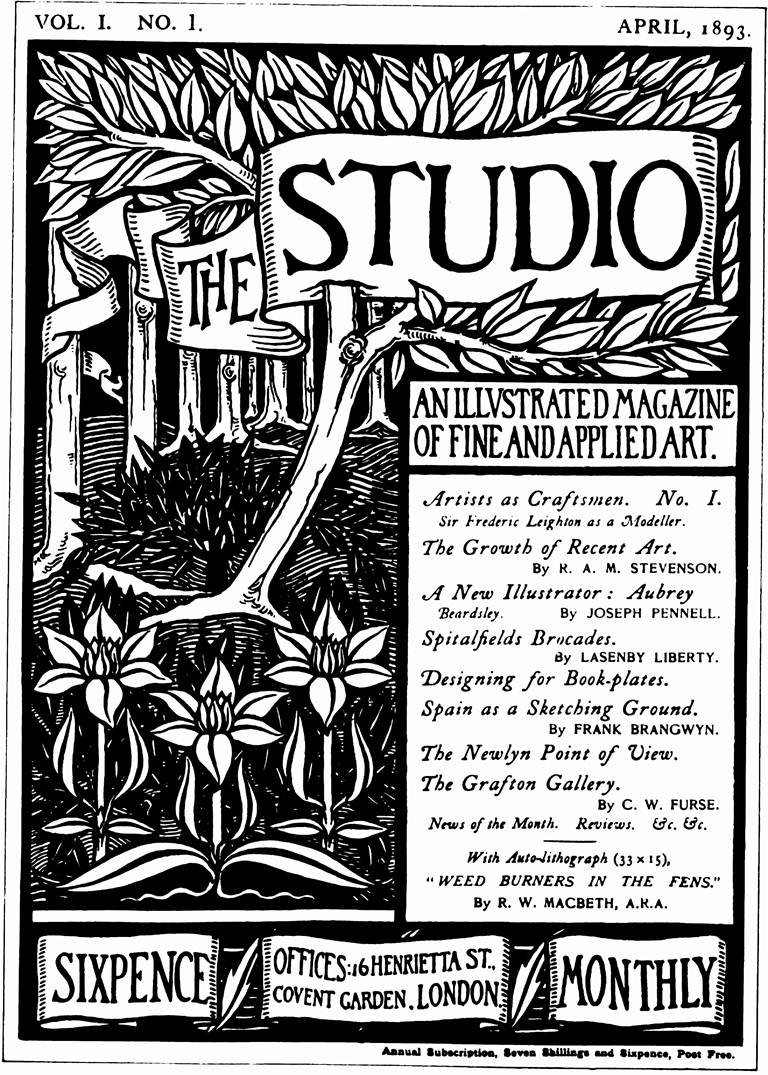
Lancé en avril 1893, The Studio va connaître une aura internationale (couverture de Beardsley).

En 1882, Oscar Wilde visite les États-Unis et le Canada ; à Woodstock, en Ontario, il donne une conférence le 29 mai intitulée « The House Beautiful ». Dans cette conférence, Wilde expose les principes du mouvement esthétique quant aux arts décoratifs et appliqués, également connu à l'époque sous le nom de style « esthétique ornementale » (Ornamental Aesthetic), et donne pour exemple des intérieurs contemporains canadiens qui manifestement exploitent pour leurs motifs la flore et la faune locales, célébrées car belles et texturées, en toute simplicité, des motifs qui parlent à tout le monde. L'un des plus célèbres disciples de Wilde, Aubrey Beardsley, privilégiera l'emploi de motifs floraux. Albert Joseph Moore et George Frederic Watts sont également des peintres très influencés par ce mouvement.
Sur le plan littéraire, Edward Gordon Craig, Henry James, Compton Mackenzie, Evelyn Waugh, Robert Byron, Harold Acton, Nancy Mitford, A. E. Housman et Anthony Powell se revendiquèrent dans la lignée de ce mouvement, quand, pour certains, ils n'en furent pas des témoins directs.